# عبد الله بيهم
عبد الله بيهم ولد سنة 1879 وتوفي في 1962، هو سياسي من لبناني.
كان رئيس وزراء لبنان في الفترة الممتدة ما بين 29 يناير 1934 و30 يناير 1936 ، ثم حصل مجددا على نفس المنصب وذلك من 21 سبتمبر 1939 إلى 4 أبريل 1941؛ وحصل في وقت لاحق على المنصب للمرة الثالثة وذلك من 21 أغسطس 1943 إلى 25 نوفمبر من نفس السنة. وعلاوة على ذلك فقد حصل على تكريم رفيع المستوى من بشارة الخوري الذي كان قد انتخب لتوه رئيسا للجمهورية، هذا الاستقبال تم رفقة شخصيات مهمة جدا في عالم المال والأعمال خاصة وأن لبنان كان لا يزال تحت الولاية في تلك الفترة علما أن السلطات الفرنسية كانت ضد انتخاب بشارة الخوري كرئيس للجمهورية، وقد أدى هذا التكريم إلى الزج به في السجن بتاريخ 11 تشرين الثاني/نوفمبر 1943.